# Hrabstwo La Crosse
Hrabstwo La Crosse (ang. La Crosse County) – hrabstwo w stanie Wisconsin w Stanach Zjednoczonych.
Obszar całkowity hrabstwa obejmuje powierzchnię 479,92 mil² (1242,99 km²). Według szacunków United States Census Bureau w roku 2009 miało 113 679 mieszkańców. Jego siedzibą administracyjną jest La Crosse.
Hrabstwo zostało utworzone w 1851. Nazwa pochodzi od gry lacrosse.
Na obszarze hrabstwa znajdują się rzeki Black, La Crosse, Missisipi oraz 19 jezior.

## Miasta
- Bangor
- Barre
- Burns
- Campbell
- Farmington
- Greenfield
- Hamilton
- Holland
- La Crosse
- Medary
- Onalaska  – city
- Onalaska  – town
- Shelby
- Washington

## Wioski
- Bangor
- Holmen
- Rockland
- West Salem

## CDP
- Brice Prairie
- French Island
- St. Joseph